# المؤتمر الصهيوني السابع والثلاثون
المؤتمر الصهيوني السابع والثلاثون (بالعبرية: הקונגרס הציוני העולמי ה-37‏) انعقد في القدس يومي 20 و22 أكتوبر 2015، ألقى رئيس الوزراء الإسرائيلي بنيامين نتنياهو كلمة أمام المؤتمر في يوم افتتاحه.

## انتخابات الولايات المتحدة الأمريكية للمؤتمر الصهيوني العالمي لعام 2015
في الانتخابات التي أُجريت لتحديد المقاعد الـ 145 المخصصة لمندوبي الولايات المتحدة، فاز فصيل "أرزا" التابع للحركة الإصلاحية بأغلبية المقاعد بـ 56 مقعدًا، يليه فصيل "مركاز" التابع للحركة المحافظة بـ 25 مقعدًا، ثم فصيل "ميزراحي" الصهيوني الديني الأرثوذكسي الحديث بـ 24 مقعدًا. كما فازت عدة قوائم أخرى بما بين مقعد واحد وعشرة مقاعد لكل منها.
تم اختيار 145 مندوبًا أمريكيًا إلى مؤتمر عام 2015 من بين 11 قائمة (بما في ذلك قائمتان مؤهلتان حديثًا) تنافست في الانتخابات التي عُقدت في الفترة من 13 يناير إلى 30 أبريل 2015.

## مخرجات المؤتمر
أصدر المؤتمر وثيقة "قرارات برنامج القدس" التي تمحورت حول تعزيز القيم والحقوق والتسامح والديمقراطية داخل المجتمع اليهودي، والتصدي لما سمته النزعة "اللاسامية" التي تزداد حدّةً ضد اليهود في أماكن تواجدهم، وأهمية "الوطن القومي" لهم.
كما صدر عن المؤتمر توصية بإنشاء موقع في محيط حائط البراق "يكون متساوياً بالحجم والظهور" وذلك "لتعزيز رؤية الحركة الصهيونة بأن الحائط ملك لجميع التيارات الدينية اليهودية". كما أصدر المؤتمر قراراً يستهدف تعزيز الوعي لدى غير اليهود بقيم ومبادئ الحركة الصهيونية بعد أن أشاد بتنامي هذه الحركة بين الأقليات في "الدولة"، وعليه أوصى المؤتمر بدعم وتمويل برامج تطوير المناهج الدراسية والتعليمية التي تعزز نشر الوعي حول القيم الصهيونية بين "الاقليات".
أما على صعيد العلاقة مع المحيط العربي، فقد أشار المؤتمر الى ما سماه حقوق ما يزيد عن "850 الف يهودي تم طردهم بالقوة من الدول العربية وشمال إفريقيا والخليج العربي وسرقة ممتلكاتهم" معتبراً أن هذه قضية لا يجوز السكوت عنها أو تأجيلها وأنه قد آن الاوان للتعامل مع "حقوق اليهود المنهوبة" كقضية "حقوقية إنسانية". كما إعتبر المؤتمر أن تطوّر العلاقات مع العالم العربي يشكل مدخلاً لبدء "حوار" جدي حول هذه القضية "لتعويض اليهود عن أملاكهم التي صادرتها الدول العربية سابقاً".

## أنظر أيضا
- المؤتمر الصهيوني العالمي